# Урбан Єрне
Урбан Єрне (* 20 грудня 1641 у Скворіц біля Ніеншанца; † 10 березня 1724, похований у Броммі) — шведський лікар, алхімік, геолог, письменник і натураліст.

## Наукова діяльність
У 1684 році він заснував лабораторію та ботанічний сад на півострові Кунгсхольмен. У тому ж році він став першим особистим лікарем Карла XI. а наступного року — вдовуючої королеви Ядвіги Елеонори Гольштейн-Готторпської. У 1698 році він став президентом Collegium medicum, а в 1713 році віце-президентом Bergkollegium. Він реорганізував медичну систему в Швеції та ліквідував зловживання. Він оглянув шахти в північних провінціях Швеції і запропонував покращення там.
У своїй хімічній лабораторії на Кунгсхольмені він розробив секретні рецепти, а в 1692 році отримав дозвіл продавати свій Elexir amarum Hjärneri в аптеках. Вважається оригінальним рецептом шведських трав. Він був послідовником вчення Парацельса і Піфагора, цікавився каббалою і магією. Він був переконаний, що рослини вибирають місце проживання відповідно до умов ґрунту, і тому був піонером екології, але, тим не менш, представляв Біблію відповідно до тлумачення того часу. Його бібліотека налічувала понад 3500 томів. Список його книг (Catalogus librorum meorum) з 1692 року зберігається в бібліотеці університету Уппсали. 3 січня 1689 року він був посвячений у лицарі. Його останні роботи з орфографії призвели до суперечок з Єспером Сведбергом, так що цензори були змушені втрутитися. У 1720 році він залишив свої посади і отримав титул губернатора. Його наступником став Магнус фон Бромель.
Урбан Х'ярне вважається основоположником вивчення хімії в Швеції та навчав студентів у своїй державній лабораторії.
Він вважається одним із першовідкривачів мурашиної кислоти, першої кислоти, відкритої у тваринному світі.

## Твори
- Prodomus defensionis Paracelsicae, Stockholm 1709 (Verteidigung von Paracelsus)
- Acta et tentamina chimica in laboratorio Stockholmensi elaborata, 1712
- En kort anledning till atskilliga malm- och bergarters efterspörjande och angifvande, Stockholm 1702, 1706